# Langerak (Drenthe)
Pour les articles homonymes, voir Langerak.
Langerak est un hameau situé dans la commune néerlandaise de Coevorden, dans la province de Drenthe. Le hameau dépend du village de Geesbrug.